# Polygonia elongana
Polygonia elongana är en fjärilsart som beskrevs av Cabeau 1926. Polygonia elongana ingår i släktet Polygonia och familjen praktfjärilar. Inga underarter finns listade i Catalogue of Life.